# Lijst van voetbalinterlands China - Verenigde Staten
Deze lijst van voetbalinterlands is een overzicht van alle officiële voetbalwedstrijden tussen de nationale teams van China en de Verenigde Staten. De landen speelden tot op heden acht keer tegen elkaar, te beginnen met een vriendschappelijke wedstrijd op 6 oktober 1977 in Washington D.C. Het laatste duel, eveneens een vriendschappelijke wedstrijd, vond plaats in San Jose op 2 juni 2007.

## Wedstrijden
| № | Plaats          | Datum           | Competitie        | Wedstrijd                | Uitslag |
| - | --------------- | --------------- | ----------------- | ------------------------ | ------- |
| 1 | Washington D.C. | 6 oktober 1977  | Vriendschappelijk | Verenigde Staten – China | 1 – 1   |
| 2 | Atlanta         | 10 oktober 1977 | Vriendschappelijk | Verenigde Staten – China | 1 – 0   |
| 3 | San Francisco   | 16 oktober 1977 | Vriendschappelijk | Verenigde Staten – China | 2 – 1   |
| 4 | Palo Alto       | 4 april 1992    | Vriendschappelijk | Verenigde Staten – China | 5 – 0   |
| 5 | Kunming         | 29 januari 1997 | Vriendschappelijk | China – Verenigde Staten | 2 – 1   |
| 6 | Guangzhou       | 1 februari 1997 | Vriendschappelijk | China – Verenigde Staten | 1 – 1   |
| 7 | Oakland         | 27 januari 2001 | Vriendschappelijk | Verenigde Staten – China | 2 – 1   |
| 8 | San Jose        | 2 juni 2007     | Vriendschappelijk | Verenigde Staten – China | 4 – 1   |

## Samenvatting
| Competitie        | Totaal gespeeld | Winst China | Gelijk | Winst Verenigde Staten | Doelsaldo China – Verenigde Staten |
| ----------------- | --------------- | ----------- | ------ | ---------------------- | ---------------------------------- |
| Vriendschappelijk | 8               | 1           | 2      | 5                      | 7 − 17                             |
| Totaal            | 8               | 1           | 2      | 5                      | 7 − 17                             |

Wedstrijden bepaald door strafschoppen worden, in lijn met de FIFA, als een gelijkspel gerekend.

## Details

### Eerste ontmoeting
| Vriendschappelijk (Washington D.C., Verenigde Staten, 6 oktober 1977): |       |                          |
| Verenigde Staten                                                       | 1 – 1 | China                    |
| Greg Villa ??'                                                         | goals | Doelpuntenmaker onbekend |

### Tweede ontmoeting
| Vriendschappelijk (Atlanta, Verenigde Staten, 10 oktober 1977): |       |       |
| Verenigde Staten                                                | 1 – 0 | China |
| Fred Pereira ??'                                                | goals |       |

### Derde ontmoeting
| Vriendschappelijk (San Francisco, Verenigde Staten, 16 oktober 1977): |       |                          |
| Verenigde Staten                                                      | 2 – 1 | China                    |
| George Nanchoff ??' Greg Villa ??'                                    | goals | Doelpuntenmaker onbekend |

### Vijfde ontmoeting
| Vriendschappelijk (Kunming, China, 29 januari 1997):                                                                                 |              | |
| China | 2 – 1        | Verenigde Staten |
| Hao Haidong 12' Tie Li 31' | goals        | 72' Eric Wynalda |
| Qi Wusheng | bondscoach   | Steve Sampson |
| Ou Chuliang Sun Jihai Zhang Enhua 60' Fan Zhiyi Li Tie Ma Mingyu Su Dongliang 78' Peng Weiguo Hao Haidong 54' Su Maozhen 66' Li Bing | opstellingen | Mark Dodd Mike Burns 46' Dan Calichman Marcelo Balboa 60' Steve Pittman 46' Steve Ralston 62' Jason Kreis Martin Vasquez 46' Miles Joseph Brian McBride Eric Wynalda |
| Zhang Xiaorui 54' Wu Bing 60' Wang Tao 66' Cao Xiandong 78'                                                                          | wissels      | 46' Alexi Lalas 46' Cobi Jones 46' Tony Sanneh 60' Ramiro Corrales 62' Roy Lassiter                                                                                  |
| Zhi Yifan ??' Li Tie ??' Dong Liangxu ??'                                                                                            | gele kaarten | ??' Eric Wynalda |

### Zesde ontmoeting
| Vriendschappelijk (Guangzhou, China, 1 februari 1997):                                                                       |              | |
| China | 1 – 1        | Verenigde Staten |
| Su Maozhen 32' | goals        | 25' Alexi Lalas |
| Qi Wusheng | bondscoach   | Steve Sampson |
| Ou Chuliang Sun Jihai Wu Bing 44' Fan Zhiyi Li Tie Li Ming 86' Ma Mingyu 63' Su Dongliang 65' Peng Weiguo Su Maozhen Li Bing | opstellingen | Mark Dodd Mike Burns Alexi Lalas Marcelo Balboa Ramiro Corrales Cobi Jones 39' Martin Vasquez Eric Wynalda Tony Sanneh Brian McBride Roy Lassiter |
| Xu Hong 44' Zhang Xiarui 63' Li Jinyu 65' Cao Xiandong 86'                                                                   | wissels      | 39' Jason Kreis |
| Zhi Yifan ??' Li Tie ??' Ju Haisun ??'                                                                                       | gele kaarten | ??' Tony Sanneh |
| | rode kaarten | ??', 83' Alexi Lalas |
| - Vijftiende en laatste interland van doelman Mark Dodd voor Team USA.                                                       |              | |

CFA · A-internationals · Selecties · Bondscoaches · Statistieken · Chinees vrouwenelftal · China U21 · China U20 · China U19 · China U18 · China U17
1948 – 1969 · 
1970 – 1979 · 
1980 – 1989 · 
1990 – 1999 · 
2000 – 2009 · 
2010 – 2019 ·
2020 − 2029
Azië Cup 1976 · 
Azië Cup 1980 · 
Azië Cup 1984 · 
Azië Cup 1988 · 
Azië Cup 1992 · 
Azië Cup 1996 · 
Azië Cup 2000 · 
Azië Cup 2004 · 
Azië Cup 2007 · 
Azië Cup 2011
WK 2002
OS 1988 · 
OS 2008
1948 · 
1949–1951 · 
1952 · 
1953–1955 · 
1956 · 
1957 · 
1958 · 
1959 · 
1960 · 
1961–1962 · 
1963 · 
1964 · 
1965 · 
1966 · 
1967–1970 · 
1971 · 
1972 · 
1973 · 
1974 · 
1975 · 
1976 · 
1977 · 
1978 · 
1979 · 
1980 · 
1981 · 
1982 · 
1983 · 
1984 · 
1985 · 
1986 · 
1987 · 
1988 · 
1989 · 
1990 · 
1991 · 
1992 · 
1993 · 
1994 · 
1995 · 
1996 · 
1997 · 
1998 · 
1999 · 
2000 · 
2001 · 
2002 · 
2003 · 
2004 · 
2005 · 
2006 · 
2007 · 
2008 · 
2009 · 
2010 · 
2011 · 
2012 · 
2013 · 
2014 ·
2015 ·
2016 ·
2017 ·
2018 ·
2019 ·
2020 ·
2021
Afghanistan ·
Albanië ·
Algerije ·
Andorra ·
Argentinië ·
Australië ·
Bahrein ·
Bangladesh ·
Bhutan ·
Bosnië en Herzegovina ·
Botswana ·
Brazilië ·
Brunei ·
Cambodja ·
Canada ·
Chili ·
Colombia ·
Congo-Kinshasa ·
Costa Rica ·
Cuba ·
Duitsland ·
Egypte ·
El Salvador ·
Engeland ·
Estland ·
Fiji ·
Filipijnen ·
Finland ·
Frankrijk ·
Gambia ·
Ghana ·
Groot-Brittannië ·
Guam ·
Guinee ·
Haïti ·
Honduras ·
Hongarije ·
Hongkong ·
Ierland ·
IJsland ·
India ·
Indonesië ·
Irak ·
Iran ·
Italië ·
Jamaica ·
Japan ·
Jemen ·
Joegoslavië ·
Jordanië ·
Kazachstan ·
Kenia ·
Kirgizië ·
Koeweit ·
Kroatië ·
Laos ·
Letland ·
Libanon ·
Liechtenstein ·
Macau ·
Malediven ·
Maleisië ·
Mali ·
Marokko ·
Mexico ·
Myanmar ·
Nederland ·
Nepal ·
Nieuw-Zeeland ·
Noord-Korea ·
Noord-Macedonië ·
Noorwegen ·
Oezbekistan ·
Oman ·
Pakistan ·
Palestina ·
Papoea-Nieuw-Guinea ·
Paraguay ·
Peru ·
Polen ·
Portugal ·
Qatar ·
Roemenië ·
Saoedi-Arabië ·
Senegal ·
Servië ·
Servië en Montenegro ·
Sierra Leone ·
Singapore ·
Slovenië ·
Soedan ·
Somalië ·
Sovjet-Unie ·
Spanje ·
Sri Lanka ·
Syrië ·
Tadzjikistan ·
Tanzania ·
Thailand ·
Trinidad en Tobago ·
Tsjechië ·
Tunesië ·
Turkije ·
Turkmenistan ·
Uruguay ·
Venezuela ·
Verenigde Arabische Emiraten ·
Verenigde Staten ·
Vietnam ·
Wales ·
Zambia ·
Zimbabwe ·
Zuid-Korea ·
Zweden ·
Zwitserland
Brazilië (2002) · 
Costa Rica (2002)
USSF · A-internationals · Selecties · Bondscoaches · Amerikaans vrouwenelftal · Olympisch elftal · USA -21 · USA -20 · USA -19 · USA -18 · USA -17
1885 – 1919 · 
1920 – 1929 · 
1930 – 1939 · 
1940 – 1949 · 
1950 – 1959 · 
1960 – 1969 · 
1970 – 1979 · 
1980 – 1989 · 
1990 – 1999 · 
2000 – 2009 · 
2010 – 2019 ·
2020 − 2029
CA 1993 · 
CA 1995 · 
CA 2007 · 
CA 2016
CC 1992 · 
CC 1999 · 
CC 2003 · 
CC 2009
WK 1930 · 
WK 1934 · 
WK 1950 · 
WK 1990 · 
WK 1994 · 
WK 1998 · 
WK 2002 · 
WK 2006 · 
WK 2010 · 
WK 2014
OS 1904 · 
OS 1924 · 
OS 1928 · 
OS 1936 · 
OS 1948 · 
OS 1952 · 
OS 1956 · 
OS 1972 · 
OS 1984 · 
OS 1988 · 
OS 1992 · 
OS 1996 · 
OS 2000 · 
OS 2008
Algerije ·
Antigua en Barbuda ·
Argentinië ·
Armenië ·
Australië ·
Azerbeidzjan ·
Barbados ·
België ·
Belize ·
Bermuda ·
Bolivia ·
Bosnië en Herzegovina ·
Brazilië ·
Canada ·
Chili ·
China ·
Colombia ·
Costa Rica ·
Cuba ·
Curaçao ·
Denemarken ·
DDR ·
Duitsland ·
Ecuador ·
Egypte ·
El Salvador ·
Engeland ·
Estland ·
Finland ·
Frankrijk ·
Ghana ·
GOS ·
Grenada ·
Griekenland ·
Guatemala ·
Guyana ·
Haïti ·
Honduras ·
Hongarije ·
Ierland ·
IJsland ·
Iran ·
Israël ·
Italië ·
Ivoorkust ·
Jamaica ·
Japan ·
Joegoslavië ·
Kaaimaneilanden ·
Kameroen ·
Koeweit ·
Letland ·
Liechtenstein ·
Luxemburg ·
Malta ·
Marokko ·
Martinique ·
Mexico ·
Moldavië ·
Nederland ·
Nederlandse Antillen ·
Nicaragua ·
Nieuw-Zeeland ·
Nigeria ·
Noord-Ierland ·
Noord-Korea ·
Noord-Macedonië ·
Noorwegen ·
Oekraïne ·
Oezbekistan ·
Oman ·
Oostenrijk ·
Panama ·
Paraguay ·
Peru ·
Polen ·
Portugal ·
Puerto Rico ·
Qatar ·
Roemenië ·
Rusland ·
Saint Kitts en Nevis ·
Saint Vincent en de Grenadines ·
Saoedi-Arabië ·
Schotland ·
Servië ·
Slovenië ·
Slowakije ·
Sovjet-Unie ·
Spanje ·
Thailand ·
Trinidad en Tobago ·
Tsjechië ·
Tsjecho-Slowakije ·
Tunesië ·
Turkije ·
Uruguay ·
Venezuela ·
Wales ·
Zuid-Afrika ·
Zuid-Korea ·
Zweden ·
Zwitserland
Algerije (2010) ·
België (2014) ·
Brazilië (2009, 2) ·
Duitsland (2014) ·
Engeland (2010) ·
Ghana (2006) · 
Ghana (2014) · 
Italië (2006) · 
Nederland (2022) ·
Portugal (2014) ·
Slovenië (2010) ·
Tsjechië (2006)